# Maximilian Gandolph von Künburg
Maximilian Gandolph von Künburg (Graz, 30 de outubro de 1622 - Salzburgo, 3 de maio de 1687) foi um cardeal do século XVIII

## Biografia
Nasceu em Graz em 30 de outubro de 1622. De uma família nobre. Filho de Reinprecht, barão von Künburg e Helena von Schrattenbach. Tio do Cardeal Wolfgang Hanibal von Schrattenbach (1712). Ele foi o terceiro membro da família a se tornar arcebispo de Salzburgo.
Estudou em Graz, Salzburgo, e no Jesuíta Collegio Germanico , Roma.
Eleito cônego do capítulo da catedral de Eichstätt, 1643. Eleito cônego do capítulo da catedral de Salzburgo, 1644; wirklicher Domherr , 1647; e Konsistorialratspräsident , 1654.
Eleito bispo de Lavant em 8 de dezembro de 1654. Consagrado em 1º de agosto de 1655, em Salzburgo, por Guidobald von Thun, arcebispo de Salzburgo. Transferido para a Sé de Seckau em 7 de fevereiro de 1665. Elegibilidade concedida para a Sé Metropolitana de Salzburgo em 29 de setembro de 1667; elegibilidade renovada em 6 de julho de 1668. Eleito arcebispo de Salzburgo pelo capítulo da catedral em 30 de julho de 1668. Príncipe do Sacro Império Romano. Nomeado administrador de Salzburgo por seis meses, 11 de agosto de 1668. Preconizado como arcebispo de Salzburgo e nomeado administrador da Sé de Seckau por seis meses, 12 de novembro de 1668; administração prorrogada por um ano, 14 de junho de 1669; prorrogado novamente por dois anos, 5 de dezembro de 1669. Os arcebispos de Salzburgo têm o título de Primas Germaniædesde 1648. Iniciou diversas medidas no sentido da Contra-Reforma: fundou a Abadia de Seekirchen (1679); construiu a Igreja da Origem (primeira igreja de peregrinação) em Maria Planície; ele fundou a biblioteca da corte e fundou os mosteiros agostinianos de Hallein e Tittmoning (Igreja de Todos os Santos), bem como o mosteiro teatino em Salzburgo. Ele também renovou a Imbergkirche em Salzburgo e fez com que a Erhardkirche e a Kajetanerkirche construído. Como governante autoritário secular, ele emitiu uma série de instruções e decretos: o Regulamento de Extinção de Incêndios de Salzburgo (1677) com quatro limpadores de chaminés por ano na cidade de Salzburgo; as normas de limpeza para a limpeza semanal das ruas, com a proibição de esvaziamento dos sanitários em locais e similares; ruas e bicas de esgoto tiveram que ser contidas e enterradas; todo lixo teve que ser jogado em córregos e rios; os banheiros só podiam ser esvaziados à noite; os poços públicos não podiam ser poluídos. O Regulamento da Esmola (1678) incluindo o “Registo de Mendigos” (só pessoas muito idosas e doentes podiam mendigar com documento de identidade) para “combater” o elevado número de mendigos; as regras de descanso e segurança; os regulamentos de infecção (1679); o constrangedor e código de processo civil serviu também para a exata aplicação e regulamentação do “interrogatório altamente constrangedor”, ou seja, da tortura; assim como muitos outros. Mostrou um alto grau de intolerância e aderiu firmemente à tradição da Igreja Católica. Seu nepotismo também é conhecido. Em muitos casos, o seu trabalho é extremamente crítico, pois executou o despejo dos mineiros protestantes de Dürrnberg sob os seus líderes Joseph Schaitberger e os exilados de Deferegger. Entre 1675 e 1690, ele executou 153 pessoas na arquidiocese nos julgamentos de meninos mágicos por suposta magia e bruxaria, a maioria delas crianças e adolescentes. Com esta abordagem, ele também queria combater as “travessuras da mendicância” (ou seja, a mendicância dos mais pobres entre os pobres) à sua maneira. Os réus eram quase todos mendigos, vagabundos ou outras pessoas em grande parte pobres. As confissões foram extorquidas por meio de tortura. O foco estava no processo contra Barbara Koller e seu filho Jakob Koller, chamadoSchinderjackl . O “mágico Jackl” reuniu muitos jovens numa “comunidade de sangue”. Na cidade de Salzburgo, os meninos mendigos acusados também foram detidos na Torre das Bruxas em Salzburgo devido à superlotação das prisões em 1678-1679. Quase todas as execuções ocorreram no local de execução em Salzbuirg-Gneis.
Criado cardeal sacerdote no consistório de 2 de setembro de 1686; nunca foi a Roma para receber o chapéu vermelho e o título.
Morreu em Salzburgo, 3 de maio de 1687, de um abscesso cerebral. Exposto e sepultado na catedral metropolitana de Salzburgo, em caixão de lata, na capela de Sankt Franziskus (1) . Seu coração e intestinos foram enviados à basílica de peregrinação de Maria Planície. A música fúnebre foi composta por Heinrich Ignaz Franz Biber.